# ژولیت (قمر)
ژولیت (انگلیسی: Juliet) نام یکی از قمرهای سیارهٔ اورانوس است که در ۳ ژانویهٔ ۱۹۸۶ به خاطر تصاویر وویجر ۲ کشف شد. در ابتدا نام S/1986 U 2 و بعدها نام Uranus XI بود و بعدتر به خاطر شخصیت ژولیت در رومئو و ژولیت از شکسپیر ژولیت نامیده شد.